# Лекулеце-Гаре
Лекулеце-Гаре (рум. Lăculețe-Gară) — село у повіті Димбовіца в Румунії. Входить до складу комуни Вулкана-Панделе.
Село розташоване на відстані 84 км на північний захід від Бухареста, 10 км на північ від Тирговіште, 147 км на північний схід від Крайови, 72 км на південь від Брашова.

## Населення
За даними перепису населення 2002 року у селі проживали 179 осіб, усі — румуни. Усі жителі села рідною мовою назвали румунську.